# Jean-Jacques Caffieri
Pour les articles homonymes, voir Caffieri.
Jean-Jacques Caffieri, né le 29 avril 1725 à Paris, mort dans la même ville le 21 juin 1792, est un sculpteur français.

## Biographie
Jean-Jacques Caffieri est issu d'une famille de sculpteurs, les Caffieri, venus d'Italie en France sous la régence de Mazarin. Son père, Jacques Caffieri, et son frère, Philippe Caffieri, exercèrent la même profession. Lui-même demeura célibataire et n'eut pas d'enfants. Il est l'élève de Jean-Baptiste II Lemoyne. Pensionnaire à l'Académie de France à Rome (Palais Mancini) de 1749 à 1753, il est agréé à l'Académie royale de peinture et de sculpture en 1757, et reçu académicien le 28 avril 1759, avec une figure en marbre représentant un dieu fluvial.
Il réalise les portraits ou bustes de plusieurs grands hommes, notamment, Pierre Corneille et Thomas Corneille, Philippe Quinault, Jean de La Fontaine et Jean-Philippe Rameau.
Jean-Jacques Caffieri fut incontestablement dans cette deuxième moitié du XVIIIe siècle, le plus grand portraitiste avec Augustin Pajou et, Jean-Antoine Houdon, son rival.

## Collections publiques
- Dijon, musée des Beaux-Arts : Buste de Jean-Philippe Rameau, terre cuite, 1760 ;
- Dreux, musée d'Art et d'Histoire : Buste de Jean Rotrou, terre cuite ;
- Paris, musée des arts décoratifs : Buste du Docteur Borie, 1767, terre cuite.
- Paris, musée du Louvre : 
  - Un Fleuve, 1759, marbre ;
  - Le chanoine Pingré, 1789.
- New York, Metropolitan Museum of Art : Buste du comte de Muy, 1776[1].

## Galerie

Œuvres de Jean-Jacques Caffieri
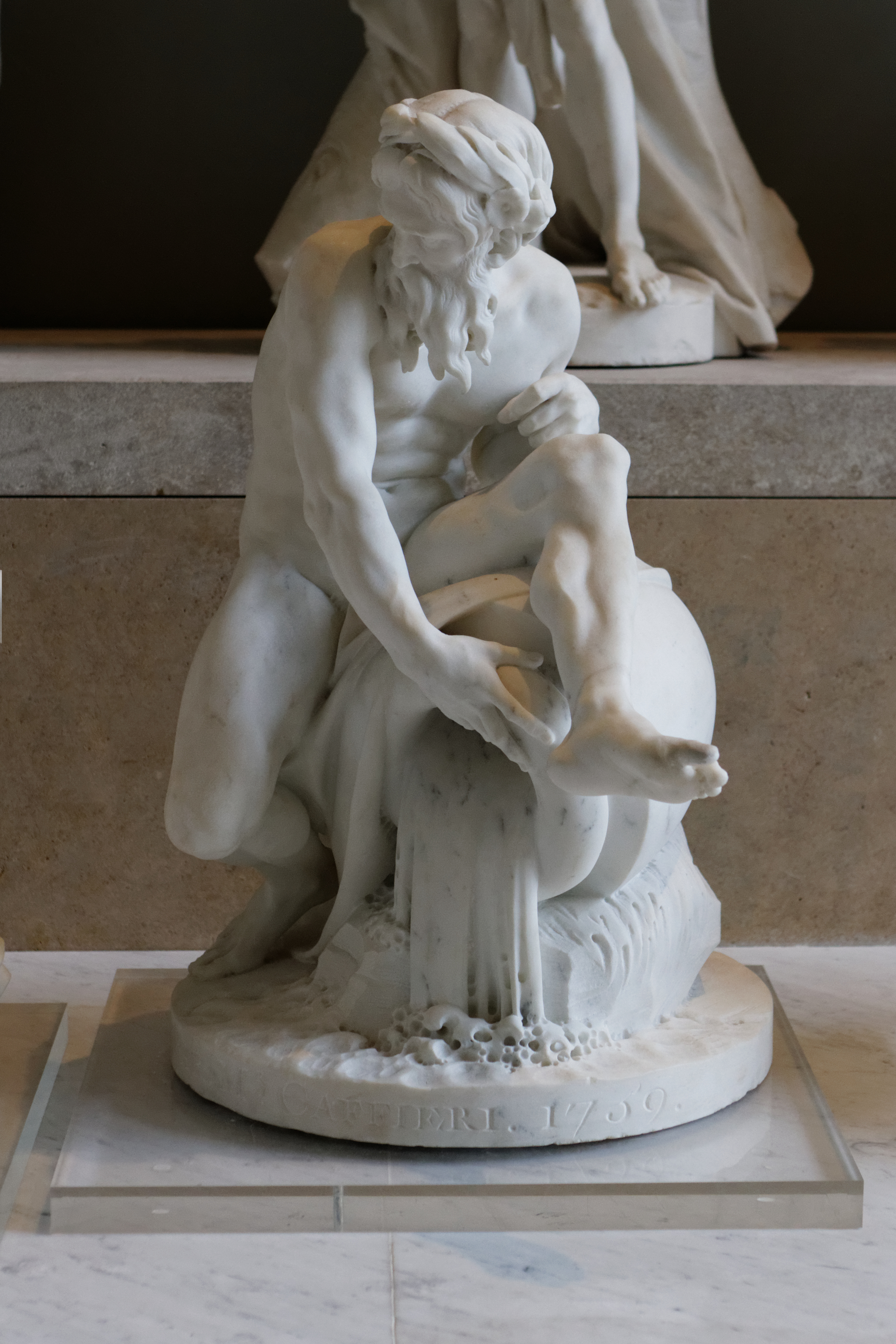
Un Fleuve (1759), Paris, musée du Louvre.
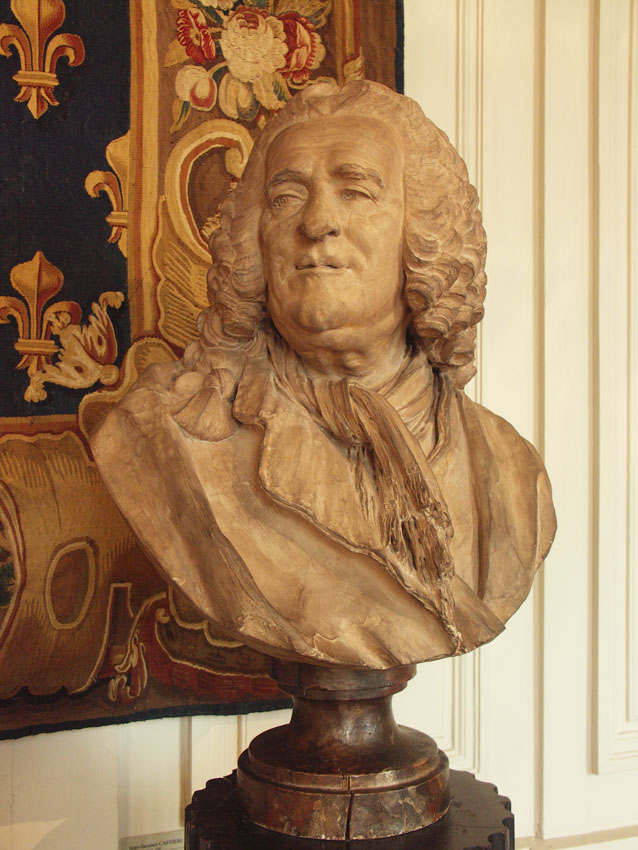
Buste d'Alexis Piron (1762), musée des Beaux-Arts de Dijon.
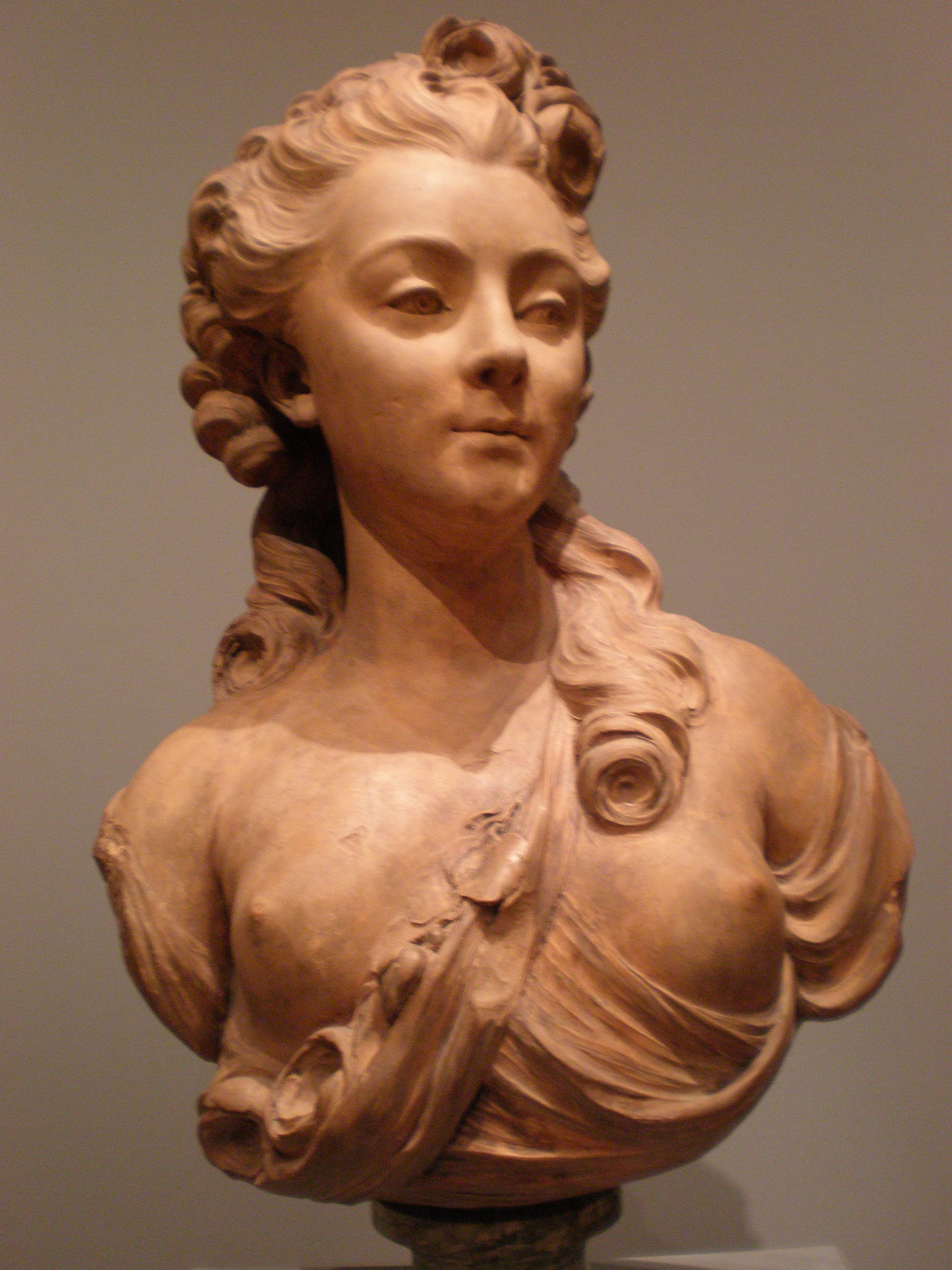
Portrait en buste d'une jeune femme (vers 1770), San Francisco, Legion of Honor.
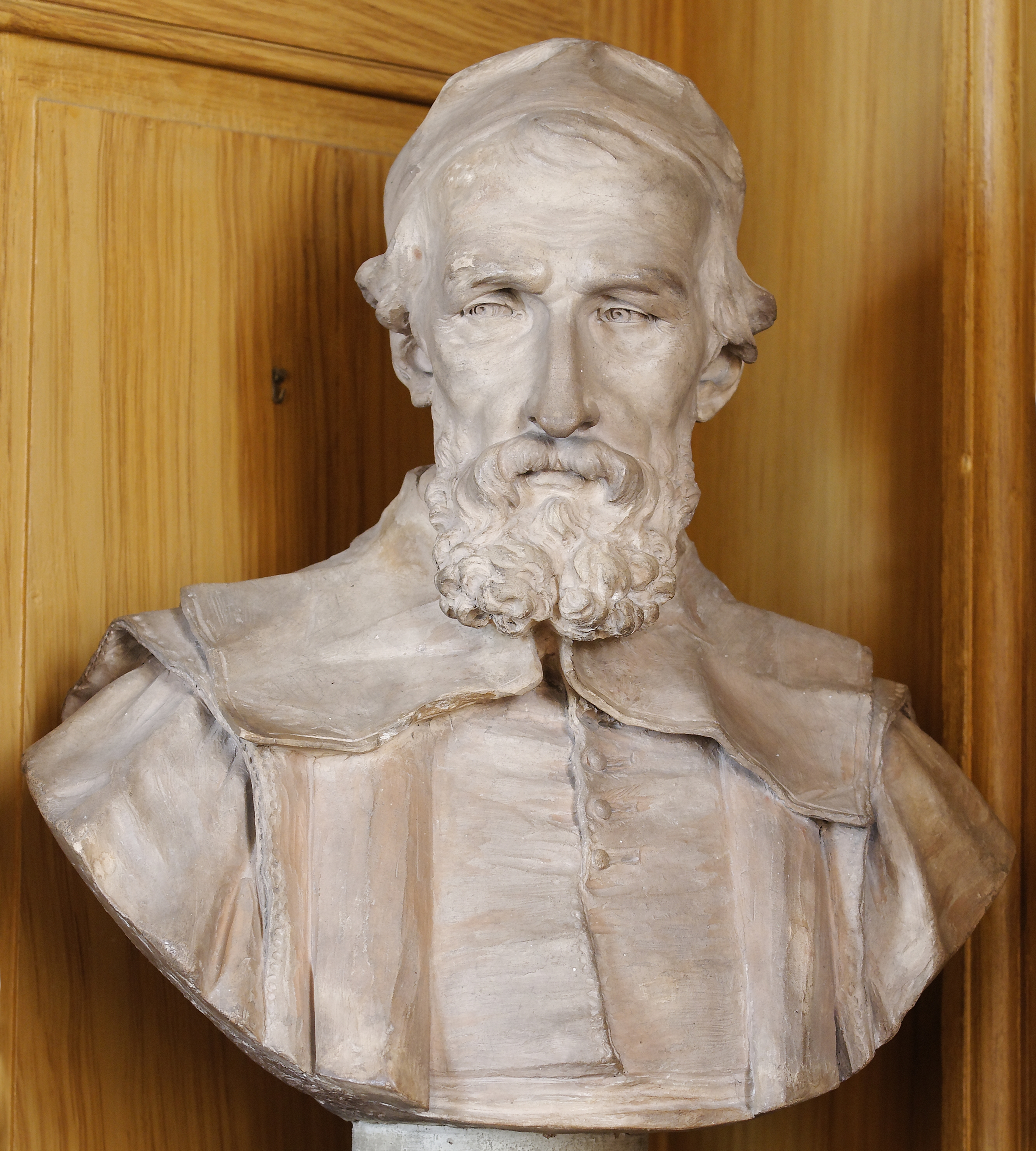
Buste de Nicolas Fabri de Peiresc (1787), Paris, bibliothèque Mazarine.
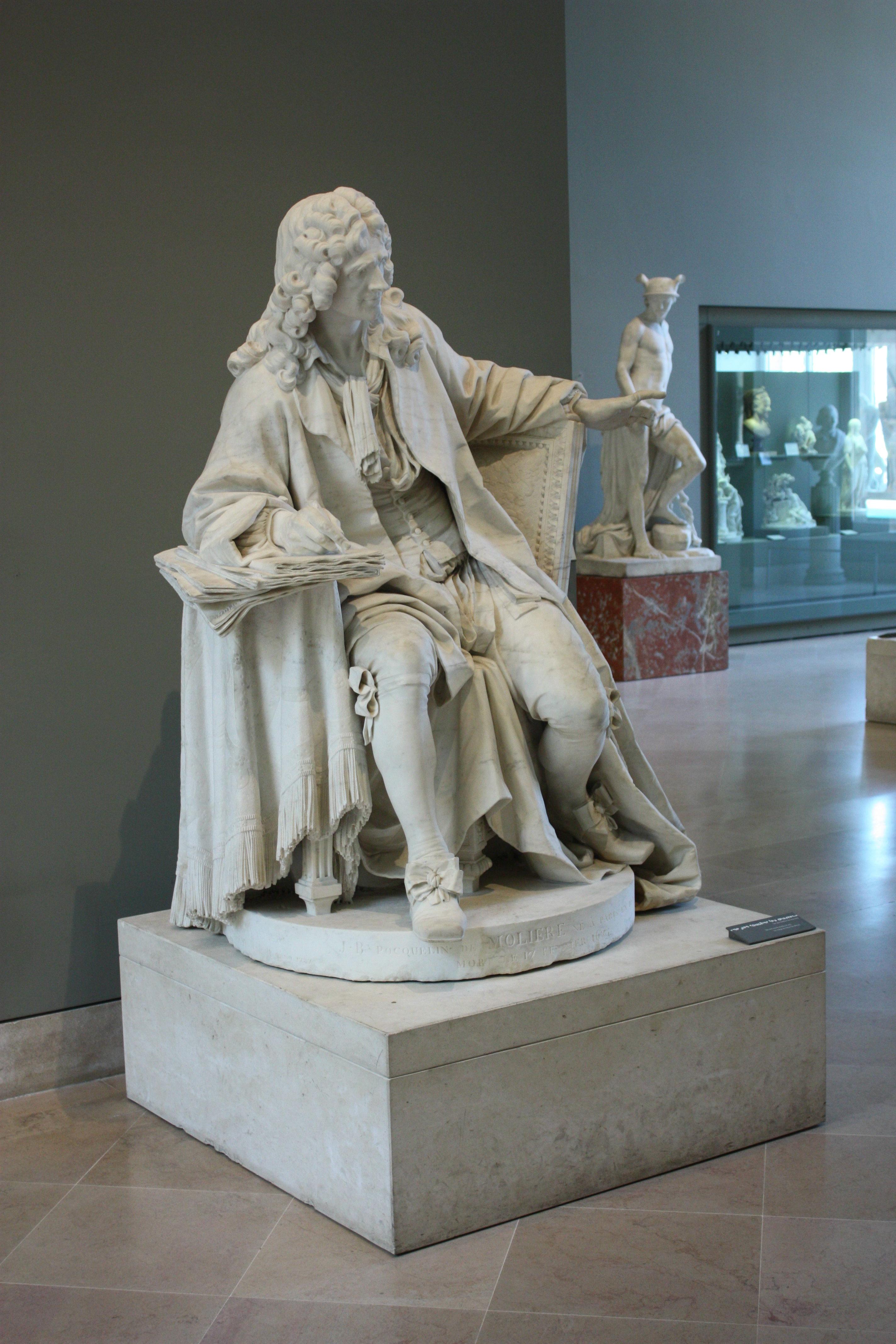
Molière (1787), Paris, musée du Louvre.
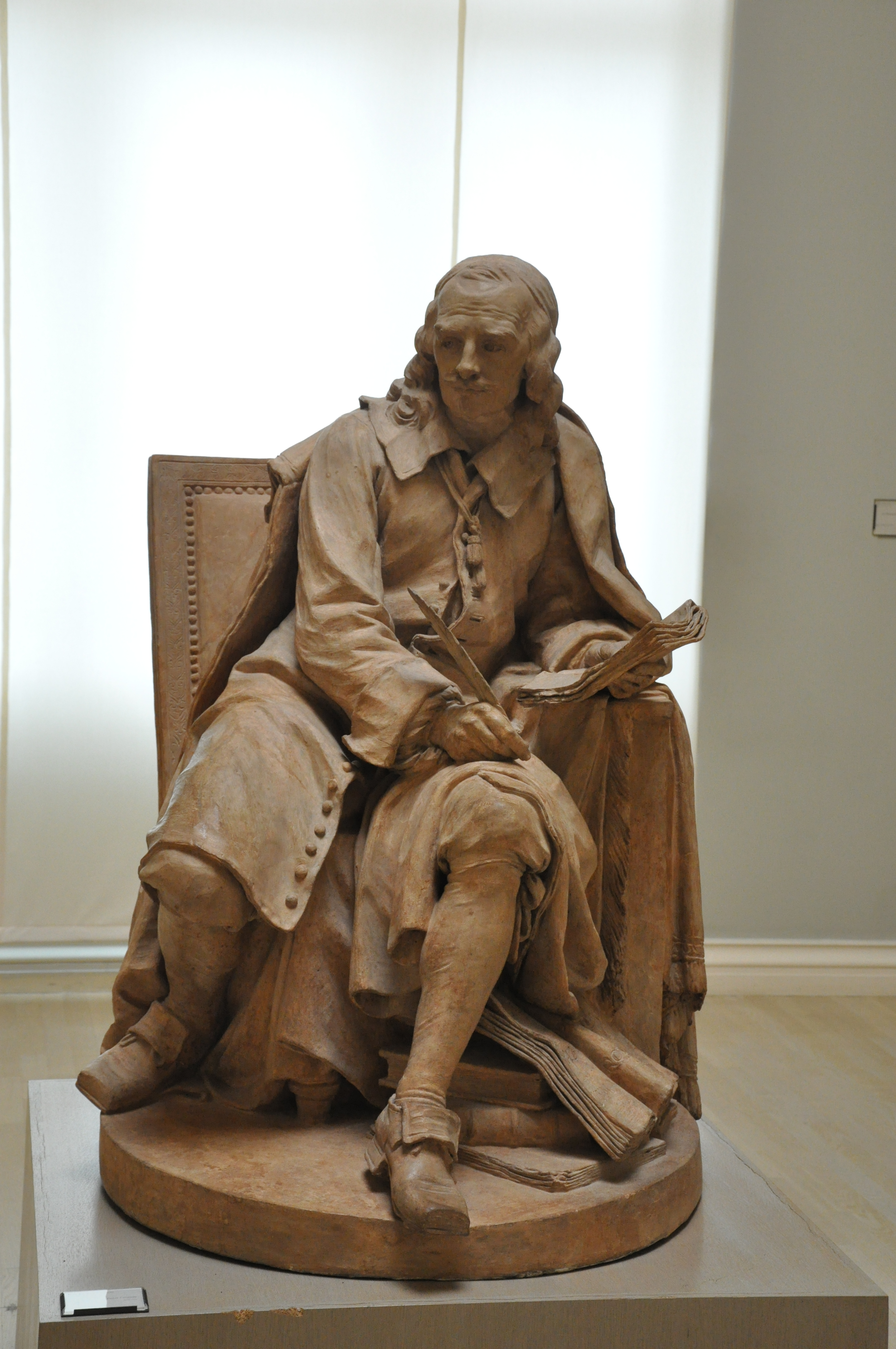
Pierre Corneille, musée des Beaux-Arts de Rouen.
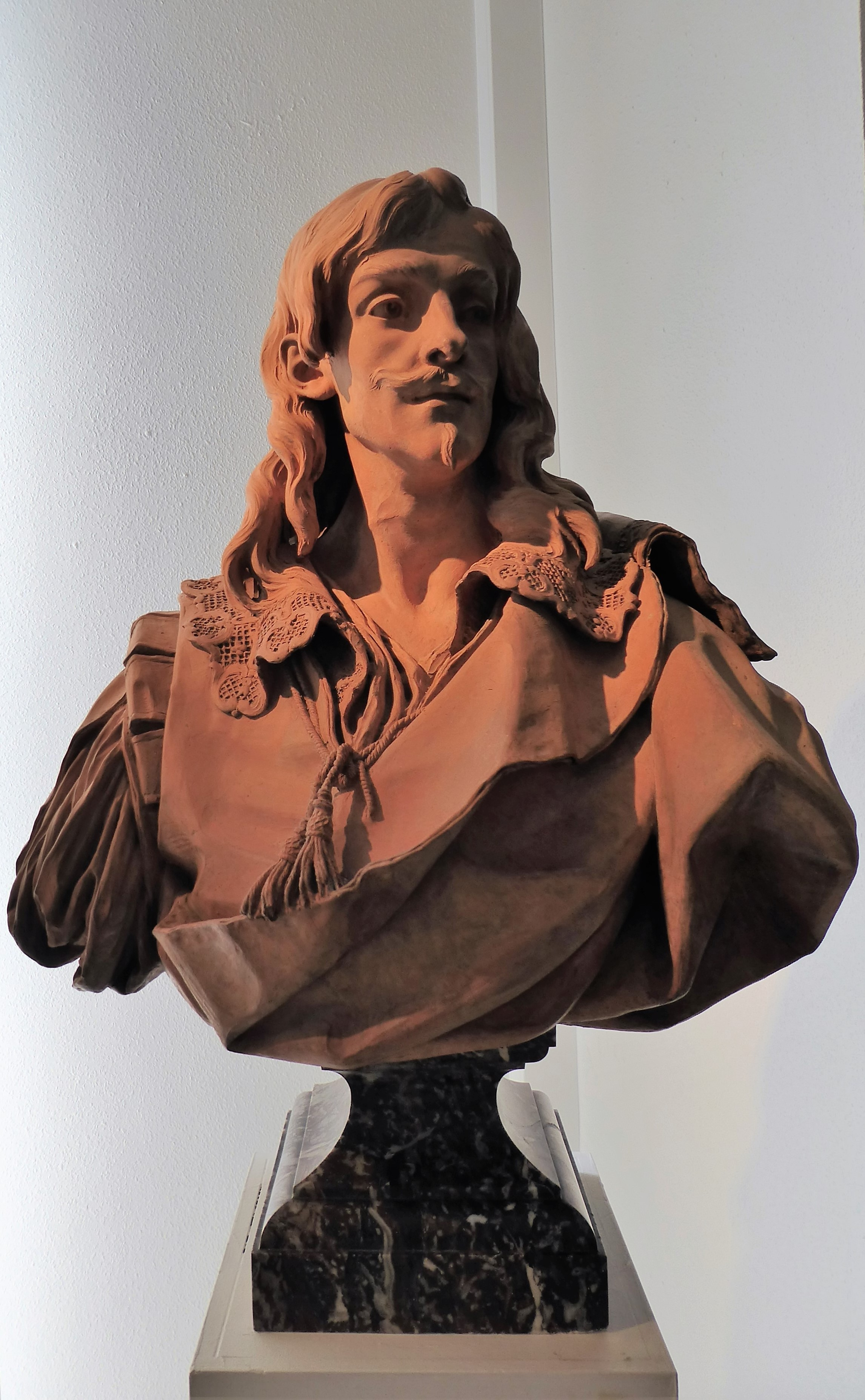
Buste de Jean Rotrou, musée d'Art et d'Histoire de Dreux.

## Élèves
- Louis Calva

## Sources
- Extrait du Dictionnaire Critique de Biographie et d'Histoire de A. Jal (1867) sur le site leregard9.fr

## Archives inédites
- Cécile Navarra-Le Bihan, Jean-Jacques Caffieri (1725-1792), sculpteur du Roi, Université Michel de Montaigne-Bordeaux III, 2006, 6 volumes, thèse de doctorat d'Histoire de l'art moderne.